# Sặp Vạt
Sặp Vạt là một xã thuộc huyện Yên Châu, tỉnh Sơn La, Việt Nam.
Xã Sặp Vạt có diện tích 59,85 km², dân số năm 1999 là 3219 người, mật độ dân số đạt 54 người/km².